# رينيه شاربونو
رينيه شاربونو (بالفرنسية: René Charbonneau)‏ هو مبشر فرنسي، ولد في 1643 في بواتو في فرنسا، وتوفي في 1727 في برا ناكون سي أيوتايا في تايلاند.